# Coupe du monde de rugby à XIII en fauteuil roulant 2017
Navigation
Édition précédente Édition suivante
La Coupe du monde de rugby à XIII en fauteuil roulant 2017, troisième édition, se déroule du 18 juillet 2017 au 28 juillet 2017 en France. Il est ainsi décidé que les éditions suivantes se dérouleront sur un cycle quadriennal.
La France conserve son titre acquis en 2013 en battant l'Angleterre 38-34 en finale. Elle devient la première nation à remporter deux fois le titre de l'histoire de la Coupe du monde.

## Préparation de l'événement

### Villes accueillant l'évènement
Les rencontres de la Coupe du monde prennent place dans différentes villes. Limoux (gymnase l'Olympie), Carcassonne (Halle aux sports), Pamiers (complexe la Rijole), Saint-Jory (Gymnase du Lac), Albi (gymnase du Cosec), Albi (gymnase Compans Caffarelli), Saint-Orens (gymnase Riquet) et Perpignan (parc des Expositions) sont les villes-hôtes de l'évènement.

### Matchs de préparation
| 18 juillet 2017 | Italie | 32 - 30 | Espagne | Gymnase l'Olympie, Limoux |
| 15h00           |        |         |         |                           |

| 18 juillet 2017 | France | 70 - 16 | Australie | Gymnase l'Olympie, Limoux |
| 19h00           |        |         |           |                           |

### Matchs de compétition
| 20 juillet 2017 | Australie | 72 - 24 | Pays de Galles | Halle des sports, Carcassonne |
| 14h00           |           |         |                |                               |

| 20 juillet 2017 | Écosse | 6 - 110 | Italie | Halle des sports, Carcassonne |
| 16h30           |        |         |        |                               |

| 20 juillet 2017 | France | 71 - 31 | Angleterre | Halle des sports, Carcassonne |  |
| 20h00           | 12 essais Cyril Torrès (2), Clausells (6), Lionle Alazard (11, 22), Dany Denuwelaere (16, 32, 60, 73, 76), Fabien Plaza (56), Laurent Despues (62, 65); 11 transformations Torrès (2, 6, 11, 16, 22), Plaza (32, 56, 60, 62, 65, 76); 1 drop Gaunes (79). |         | 5 essais Brown (28, 69), Collins (42, 47, 52); 5 transformations Collins (28, 42, 47, 52), Boardman (69); 1 drop Brown (1). |                               |  |

| 22 juillet 2017 | Pays de Galles | 32 - 78 | Angleterre | Complexe la Rijole, Pamiers |
| 14h00           |                |         |            |                             |

| 22 juillet 2017 | Espagne | 39 - 78 | Italie | Complexe la Rijole, Pamiers |
| 16h30           |         |         |        |                             |

| 22 juillet 2017 | France | 102 - 22 | Australie | Complexe la Rijole, Pamiers |
| 20h45           |        |          |           |                             |

| 24 juillet 2017 | Écosse | 18 - 54 | Espagne | Gymnase le Lac, Saint-Jory |
| 14h00           |        |         |         |                            |

| 24 juillet 2017 | France | 118 - 10 | Pays de Galles | Gymnase le Lac, Saint-Jory |
| 16h30           |        |          |                |                            |

| 24 juillet 2017 | Australie | 26 - 80 | Angleterre | Gymnase le Lac, Saint-Jory |
| 19h00           |           |         |            |                            |

| Poule A |                |     |   |   |   |   |     |     |       |
|         | Équipe         | Pts | J | V | N | D | PP  | PC  | Diff. |
| 1       | France         | 6   | 3 | 3 | 0 | 0 | 291 | 63  | +228  |
| 2       | Angleterre     | 4   | 3 | 2 | 0 | 1 | 189 | 129 | +60   |
| 3       | Australie      | 2   | 3 | 1 | 0 | 2 | 120 | 206 | -8 6  |
| 4       | Pays de Galles | 0   | 3 | 0 | 0 | 3 | 66  | 268 | -202  |

| Poule B |         |     |   |   |   |   |     |     |       |
|         | Équipe  | Pts | J | V | N | D | PP  | PC  | Diff. |
| 1       | Italie  | 4   | 2 | 2 | 0 | 0 | 188 | 45  | +143  |
| 2       | Espagne | 2   | 2 | 1 | 0 | 1 | 93  | 96  | -3    |
| 3       | Écosse  | 0   | 2 | 0 | 0 | 2 | 24  | 164 | -140  |

### Quarts de finale
| 25 juillet 2017 | Australie | 49 - 40 | Espagne | Gymnase du Cosec, Albi |
| 15h00           |           |         |         |                        |

| 25 juillet 2017 | Italie | 108 - 24 | Pays de Galles | Gymnase du Cosec, Albi |
| 15h00           |        |          |                |                        |

### Demi-finales
| 26 juillet 2017 | Angleterre | 78 - 36 | Australie | Gymnase Compans Caffarelli, Toulouse |
| 14h15           |            |         |           |                                      |

| 26 juillet 2017 | France | 98 - 6 | Italie | Gymnase Compans Caffarelli, Toulouse |
| 18h30           |        |        |        |                                      |

### 5eplace
| 27 juillet 2017 | Espagne | 45 - 66 | Pays de Galles | Gymnase Riquet, Saint-Orens |
| 14h00           |         |         |                |                             |

### Petite finale
| 27 juillet 2017 | Australie | 58 - 45 | Italie | Gymnase Riquet, Saint-Orens |
| 18h30           |           |         |        |                             |

### Finale
| 29 juillet 2017 | France | 38 - 34 | Angleterre | Parc des Expositions, Perpignan |                                 |
| 19h00           | 7 essais N. Clausells (25, 72, 76), Denuwelaere (33, 51), Plaza (53, 55), 5 transformations Plaza (33, 51, 53) et Torres (72, 76). |         | 5 essais Bechara (6), J. Brown (41, 44, 61), Boardman (59), 5 transformations et 2 pénalités (3, 18) Boardman. | Spectateurs : 2 500 spectateurs | Spectateurs : 2 500 spectateurs |